# Чучур-Мінджір
Чучур-Мінджір (рум. Ciucur-Mingir) — село в Молдові в Чимішлійському районі. Утворює окрему комуну.